# إريكا شتاينباخ
إريكا شتاينباخ (بالألمانية: Erika Steinbach) (و. 1943  م) هي سياسية، وكاتبة غير روائية ألمانية، هي عضوةٌ سابقة الاتحاد الديمقراطي المسيحي (1974–15 يناير 2017)، شاركت في الانتخابات الرئاسية الألمانية 2012، وقائمة المشاركين في التكتلات البرلمانية للاتحاد الديمقراطي المسيحي والاتحاد الاجتماعي المسيحي والحزب الديمقراطي الاجتماعي الألماني سنة 201 ‏، والانتخابات الرئاسية الألمانية 1999 ‏، والانتخابات الرئاسية الألمانية 2010، والانتخابات الرئاسية الألمانية 2009، والانتخابات الرئاسية الألمانية 2004، والانتخابات الرئاسية الألمانية 2017.

## مناصب
تولت منصب عضو في البوندستاغ الألماني (20 ديسمبر 1990–10 نوفمبر 1994).

## جوائز
حصلت على جوائز منها:
- وسام الاستحقاق البافاري.

## روابط خارجية
- إريكا شتاينباخ على موقع مونزينجر (الألمانية)